# Marie van Westerhoven
Maria Everdina Wilhelmina Johanna (Marie) van Westerhoven (Amsterdam, 27 mei 1857 – aldaar, 26 februari 1946) was een Nederlands actrice en toneelregisseur.

## Levensloop
Van Westerhoven werd geboren als dochter van de actrice en operazangeres Johanna Christina Maria Elisabeth Stoetz en de boekverkoper Antonie Simon van Westerhoven. Ze kwam uit een familie van toneelspelers. Haar overgrootvader was acteur Theo Majofski en haar oudtante was Koosje Naret Koning. Ze begon haar carrière in het theater in 1874. In deze periode ontmoette ze Louis H. Chrispijn, een acteur met wie ze op 26 augustus 1875 trouwde en van wie ze in 1882 weer scheidde. In haar jonge jaren was ze voornamelijk te zien in vaudevillestukken. In 1884 speelde ze de heldin in De Dochter van den Admiraal. Ze groeide al snel uit tot een invloedrijk actrice en nam regelmatig zelf de regie in handen. Dit was onder andere het geval bij de komedie De Bruiloft van Kloris en Roosje, een blijspel uit 1895. In dezelfde periode regisseerde ze ook het toneelstuk De gevolgen van een leugen.
Van Westerhoven speelde vaak in meer dan één stuk tegelijk. Zo had ze in 1897 de regie in het drama Onder Valsche Vlag en werkte tegelijkertijd aan het toneelstuk Marget de Bloemenverkoopster. Ze stond bekend als een pittige, soms onconventionele actrice. De pers was overwegend lovend, zowel over haar acteerspel, als over haar werk als regisseur. Ze werd onder andere geprezen voor het toneelstuk De Twee Weezen uit 1896. In 1924 werd haar 50-jubileum groots gevierd, waarbij ze te zien was in het toneelstuk De Dertig Zilverlingen en een tournee. Een jaar later speelde ze een bijrol in de stomme film Oranje Hein (1925).
Van Westerhoven speelde ook in verschillende revues. In 1926 was ze in het Grand Theatre te Amsterdam te zien in de revue De Speeldoos. Aan het begin van de jaren dertig was ze verbonden aan het Vlaams Kultuurgenootschap, waar ze in 1932 speelde in De medaljes van een oude vrouw. Nog op haar 75e verjaardag was ze op het podium te zien in een opvoering van dit toneelstuk. Twee jaar later was ze te zien in Arnhem in het stuk Nova Zembla. Hierna vervulde ze van 1934 tot en met 1937 bijrollen in enkele geluidsfilms. Ze overleed in 1946 op 88-jarige leeftijd.